# フティオティダ県

フティオティダ県
Περιφερειακή ενότητα Φθιώτιδας測地系: 北緯38度54分 東経22度32分 / 北緯38.900度 東経22.533度座標: 北緯38度54分 東経22度32分 / 北緯38.900度 東経22.533度

フティオティダ県（フティオティダけん、Φθιώτιδα / Fthiótida）は、ギリシャ共和国の中央ギリシャ地方を構成する行政区（ペリフェリアキ・エノティタ）のひとつ。県都はラミア。

## 名称
古代ギリシャにおいて、プティーア（古代ギリシア語: Φθία / Phthίa） あるいは プティオーティス（Φθιῶτις / Phthiôtis）と呼ばれた地域を含む。
現代の県名フティオティダ（ギリシア語: Φθιώτιδα / Fthiótida）は、その現代ギリシャ語形に由来する。カサレヴサではフティオティス（Φθιώτις / Fthiótis）と表記されるため、「フティオティス県」とも記される。
このほか、Φθιώτιδα のカナ転記には「フシオティダ」「フシオティザ」も用いられる。

## 地理

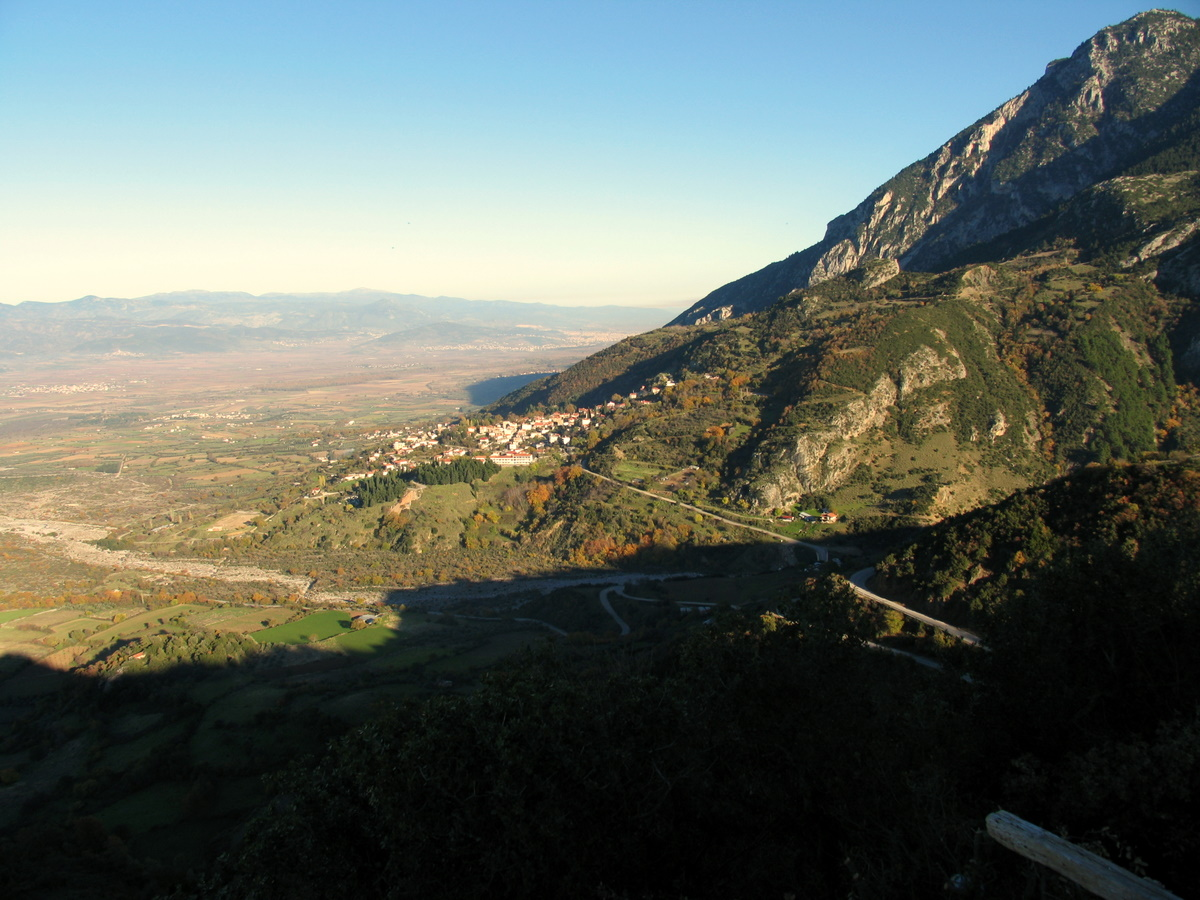
イパティの集落

県の東にはマリアク湾があり、県の南はヴィオティア県およびフォキダ県、南西はエトリア＝アカルナニア県、西はエヴリタニア県、北はカルディツァ県およびラリサ県、北東はマグニシア県にそれぞれ接している。
フティオティダ県の北部と南部、および西部は山がちの地形であり、中部は低地が多い。国道1号線は、トンネルが開通するまでは、県西部の地域を囲い込むように通っていた。

### 主要な都市
人口3,000人以上の都市には以下がある（人口はいずれも2001年国勢調査）。
- ラミア （ラミア市） - 46,406人
- アタランディ（英語版） （ロクロイ市） - 5,949人
- スティリダ（ギリシア語版） （スティリダ市） - 5,095人
- マレシナ（英語版） （ロクロイ市） - 4,227 人
- アンフィクリア（英語版） （アンフィクリア＝エラティア市） - 3,523人
- モロス（英語版） （モロス＝アギオス・コンスタンディノス市） - 3,203人
- リヴァナテス（英語版） （ロクロイ市） - 3,023人
- マルティノ （ロクロイ市） - 3,005人

- ラミア
- ドモコス
- カメナ・ヴルラ

## 歴史
フティオティダの名称は古代から存在する。現在のフティオティダ県は、ギリシャ独立戦争中の1821年に、それまでフティオティダ・フォキスとして知られていた地域が分割され、北部がフティオティダ県となった。（南部は現在のフォキス県。）
1950年代には、フティオティス県で国道1号線（アテネ - ラミア - テッサロニキ 間）の建設が開始された。また、1950年代から1960年代にかけて、電線の敷設、および道路の舗装が行われた。1990年代末には、県東部のスティリダ近郊においてマリャコス・トンネルの建設が始められ、2000年代中頃に開通した。
また、2005年5月6日には県内のスペルヒャダで洪水が起こったために、土石流などの影響で大きな被害を受けた。

## 行政区画

フティオティダ県

### 市（ディモス）
フティオティダ県は、以下の自治体（ディモス、市）から構成される。人口は2001年国勢調査時点。
|   | 自治体名                             | 綴り                     | 政庁所在地            | 面積 Km² | 人口   |
| - | ------------------------------------ | ------------------------ | --------------------- | -------- | ------ |
| 1 | ラミア                               | Λαμία                    | ラミア (el)           | 942.9    | 73,574 |
| 2 | アンフィクリア＝エラティア           | Αμφίκλεια - Ελάτεια      | カト・ティトレア (el) | 529.5    | 14,395 |
| 3 | ドモコス                             | Δομοκός                  | ドコモス (el)         | 707.5    | 14,793 |
| 4 | ロクロイ                             | Λοκροί                   | アタランディ (el)     | 612.9    | 24,611 |
| 5 | マクラコミ                           | Μακρακώμη                | スペルヒャダ (el)     | 834.7    | 21,570 |
| 6 | モロス＝アギオス・コンスタンディノス | Μώλος-Άγιος Κωνσταντίνος | カメナ・ヴルラ (el)   | 340.1    | 15,142 |
| 7 | スティリダ                           | Στυλίδα                  | スティリダ (el)       | 462.4    | 14,686 |

### 旧自治体（ディモティキ・エノティタ）

フティオティダ県の旧自治体（2010年まで）

カリクラティス改革（2010年）以前の広域自治体（ノモス）としてのフティオティダ県は、以下の25の基礎自治体（23のディモス、2つのキノティタ）から構成されていた。改革後、旧自治体は新自治体（ディモス）を構成する行政区（ディモティキ・エノティタ）となっている。
下表の番号は右図と対応している。「自治体名」欄で※印を付したものはキノティタ、それ以外はディモス。「政庁所在地」欄で太字になっているものは、新自治体の政庁所在地となったものを示す。
|    | 旧自治体                                 | 綴り                      | 政庁所在地                               | 新自治体                             |
| -- | ---------------------------------------- | ------------------------- | ---------------------------------------- | ------------------------------------ |
| 1  | ラミア                                   | Λαμία                     | ラミア                                   | ラミア                               |
| 2  | アイオス・ゲオルギオス・ティンフリストゥ | Άγιος Γεώργιος Τυμφρηστού | アイオス・ゲオルギオス・ティンフリストゥ | マクラコミ                           |
| 3  | アイオス・コンスタンティノス             | Άγιος Κωνσταντίνος        | アイオス・コンスタンティノス             | モロス＝アギオス・コンスタンディノス |
| 4  | アンフィクリア                           | Αμφίκλεια                 | アンフィクリア                           | アンフィクリア＝エラティア           |
| 5  | アタランティ                             | Αταλάντη                  | アタランティ                             | ロクロイ                             |
| 6  | ゴルゴポタモス                           | Γοργοπόταμος              | モスホホリ                               | ラミア                               |
| 7  | ダフヌーシア                             | Δαφνούσια                 | リヴァナテス                             | ロクロイ                             |
| 8  | ドモコス                                 | Δομοκός                   | ドモコス                                 | ドモコス                             |
| 9  | エラティア                               | Ελάτεια                   | エラティア                               | アンフィクリア＝エラティア           |
| 10 | エヒネイ                                 | Εχιναίοι                  | ラヘス                                   | スティリダ                           |
| 11 | テサリオティダ                           | Θεσσαλιώτιδα              | ネオ・モナスティリオ                     | ドモコス                             |
| 12 | カメナ・ヴルラ                           | Καμένα Βούρλα             | カメナ・ヴルラ                           | モロス＝アギオス・コンスタンディノス |
| 13 | リャノクラディ                           | Λειανοκλάδι               | リャノクラディ                           | ラミア                               |
| 14 | マクラコミ                               | Μακρακώμη                 | マクラコミ                               | マクラコミ                           |
| 15 | マレシナ                                 | Μαλεσίνα                  | マレシナ                                 | ロクロイ                             |
| 16 | モロス                                   | Μώλος                     | モロス                                   | モロス＝アギオス・コンスタンディノス |
| 17 | クシニャダ                               | Ξυνιάδα                   | オンヴリャキ                             | ドモコス                             |
| 18 | オプンディア                             | Οπουντία                  | マルティノ                               | ロクロイ                             |
| 19 | ペラスギア                               | Πελασγία                  | ペラスギア                               | スティリダ                           |
| 20 | スペルヒャダ                             | Σπερχειάδα                | スペルヒャダ                             | マクラコミ                           |
| 21 | スティリダ                               | Στυλίδα                   | スティリダ                               | スティリダ                           |
| 22 | ティトレア                               | Τιθορέα                   | カト・ティトレア                         | アンフィクリア＝エラティア           |
| 23 | イパティ                                 | Υπάτη                     | イパティ                                 | ラミア                               |
| 24 | パヴリャニ ※                             | Παύλιανη                  | パヴリャニ                               | ラミア                               |
| 25 | ティンフリストス ※                       | Τυμφρηστός                | ティンフリストス                         | マクラコミ                           |

- Διοικητική διαίρεση νομού Φθιώτιδας - フティオティダ県の自治体・集落一覧（1999年 - 2010年）

### 郡（エパルヒア）
県には以下の郡（エパルヒア）があったが、2006年以降法的な位置づけは行われていない。
| 郡名                              | 綴り     | 中心地       |
| --------------------------------- | -------- | ------------ |
| ドモコス                          | Δομοκός  | ドモコス     |
| フティオティダ （フティオティス） | Φθιώτιδα | ラミア       |
| ロクリダ（ロクリス）              | Λοκρίδα  | アタランディ |

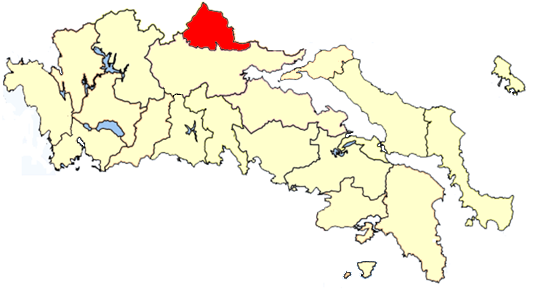
ドモコス郡
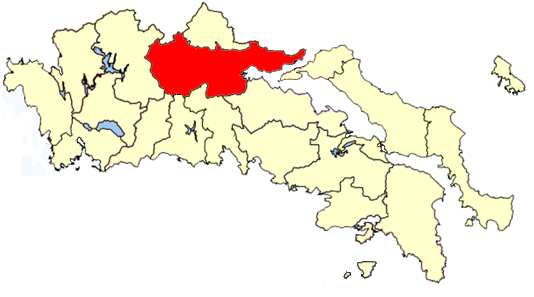
フティオティダ郡
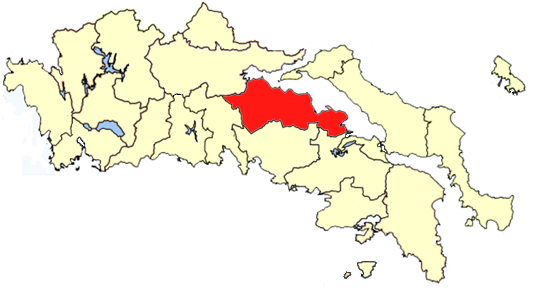
ロクリダ郡

## 交通

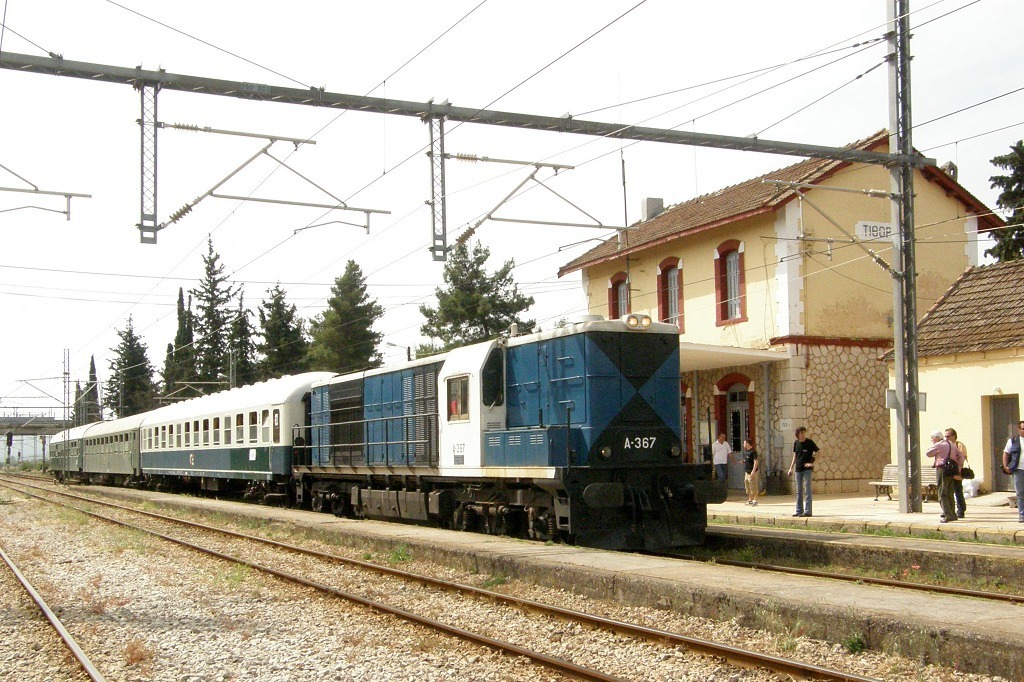
ティトレア駅

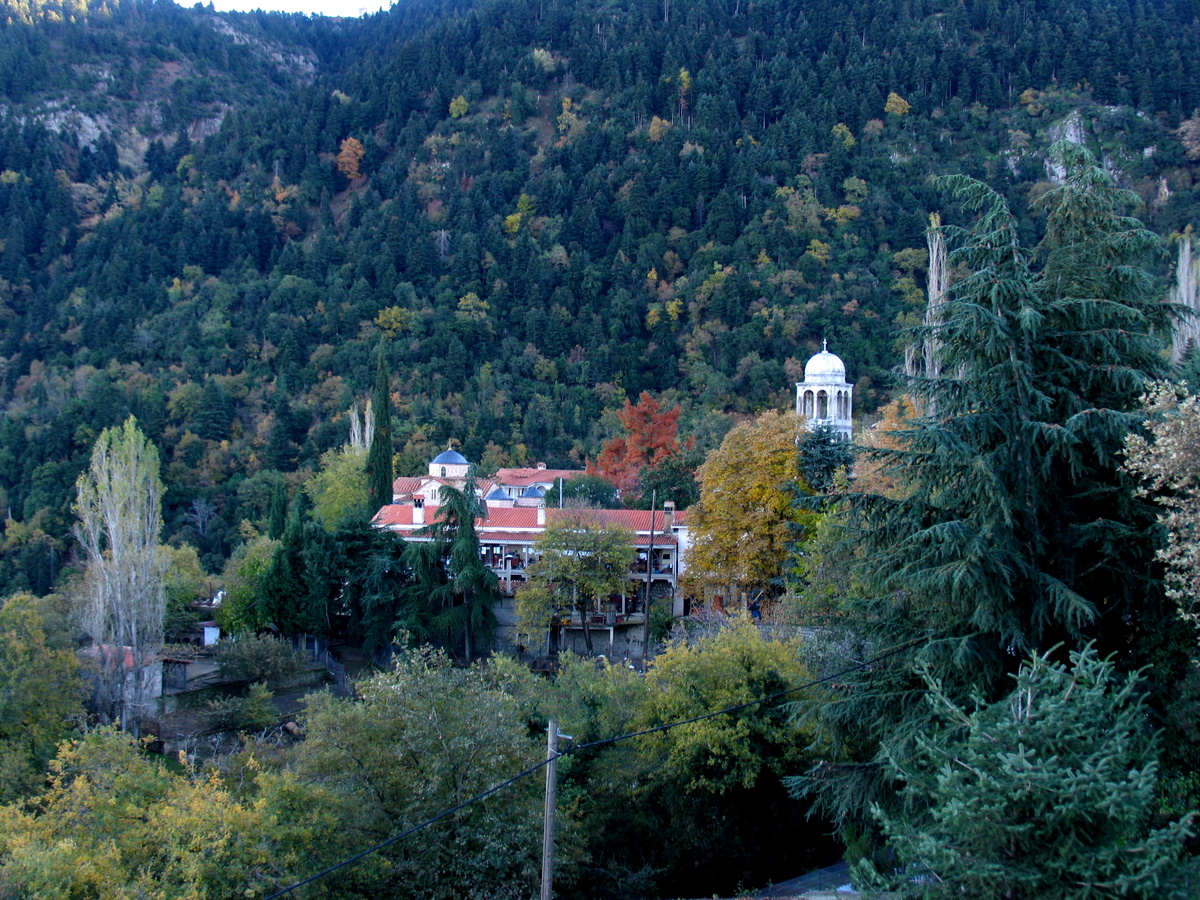
アガトノス修道院

- E65号線
- 国道1号線（E75号線）
- 国道3号線
- 国道27号線
- 国道38号線

## 著名な出身者
- タノス・リヴァディティス (1934-2005、俳優・脚本家)

## スポーツ
- ラミアFC
- ヨニコス・ラミアスBC